# The Wedding Guest - L'ospite sconosciuto
The Wedding Guest - L'ospite sconosciuto (The Wedding Guest) è un film del 2018 diretto da Michael Winterbottom.

## Trama
Un uomo con passaporti falsi parte per il Pakistan e una volta arrivato acquista del nastro adesivo, due pistole, una valigia, e noleggia due auto diverse in posti diversi. La sera prima del matrimonio di Samira, egli rapisce la ragazza e nella fuga uccide una guardia. Il rapitore ferma l'auto e chiede a Samira se voleva sposarsi o voleva passare il confine e andare da Deepesh. La ragazza dice di non volersi sposare, così l'uomo riparte e si ferma in un'autogrill dove entrambi cambiano i vestiti e proseguono il loro viaggio per il tempio d'oro. Si scopre, quindi, che Samira aveva organizzato tutto perché non voleva sposarsi ma voleva scappare con il suo fidanzato Deepesh. L'uomo incontra Deepesh, che lo paga per il lavoro che ha fatto ma dice di non voler vedere Samira e di doverla riportare a casa perché egli ha ucciso una guardia mentre rapiva la ragazza. Una volta tornato in albergo da Samira, l'uomo le dice che Deepesh non vuole vederla e lei, dopo aver pianto, dice che sarebbe dovuta scappare con Deepesh con i diamanti che lui aveva rubato e sostituito con dei falsi alla gioielleria dove lavorava. Il giorno successivo Samira dice di non voler andare via senza aver visto Deepesh così l'uomo lo chiama e gli dice di noleggiare un'auto e dov'è il punto d'incontro. Durante il viaggio in auto Samira chiede all'uomo di lasciarla sola con Deepesh, così in un posto isolato esce dall'auto e li lascia soli. Ascoltando il loro litigio, l'uomo interviene e fa a botte con Deepesh che però muore. Samira al volante gli chiede se sia morto e, dopo aver ricevuto una risposta positiva, dice che sarebbero scappati con i diamanti. Per eliminare le prove dell'omicidio, l'uomo acquista il necessario per poter bruciare il corpo di Deepesh. Samira e l'uomo alloggiano a nome di Deepesh in un albergo e in piscina i due si baciano. Ogni giorno i due girano per le città dell'india con documenti falsi fin quando non si fermano in una casa vicino a una spiaggia dove i due, ormai innamorati, fanno l'amore e lui dice a Samira che il suo vero nome è Asif. Dopo aver passato la notte insieme, Samira si sveglia, prende una parte dei soldi che Asif aveva ricavato vendendo un diamante, i documenti falsi e va via. Asif dopo un po' di sveglia e cerca in tutta la casa Samira che dopo un po' gli telefona. Lei dice di essere dispiaciuta e che non poteva restare perché nessuno conosce l'identità di lui mentre lei verrà sempre cercata, Asif ringrazia per la parte di soldi che lei gli ha lasciato e dice di chiamarlo per qualsiasi cosa di cui lei abbia bisogno.